# Чемпионат СССР по русским шашкам среди женщин 1986
XXX Чемпионат СССР по русским шашкам среди женщин прошёл  в 1986 году в  Алма-Ате по смешанной системе . На предварительном этапе 24 спортсменки, среди которых 14 мастеров спорта, а двум шашисткам было по 13 лет, играли по швейцарской системе в 9 раундов. Каждый раунд представлял собой микроматч из двух партий.  На втором этапе восемь лучших шашисток первого этапа разыграли медали по круговой системе с учётом очков, набранных на первом этапе. За победу в микроматче присуждалось 1 очко, за ничью ½ очка и за поражение 0 очков. Среди кандидатов на участие в чемпионате оказались известные спортсменки — мастера спорта Алина Тихеева и Людмила Макушева, а также трёхкратная чемпионка страны Галина Дмитриева.
Чемпионкой СССР стала во второй раз Владислава Андролойц.

## Ход соревнования
После 9 раундов первого этапа лучший результат показала чемпионка СССР среди девушек Эдита Воробьёва — 6½ из 9. При этом разрыв между первым и двадцать третьим местом составил 5 очков.
В первом туре второго этапа Эдита Воробьёва проиграла Екатерине Сорокиной. В результате, все восемь участниц расположились на интервале в пол-очка.
В последнем туре встретились лидеры, имеющие по 10 очков Валентина Андролойц и Екатерина Сорокина. Они сыграли вничью. На третье места вышла Алевтина Лазаренко, победившая Зинаиду Белкину.
| Место | Участницы            | Город        | Очки первого этапа | 1 | 2 | 3 | 4 | 5 | 6 | 7 | 8 | Очки |
| ----- | -------------------- | ------------ | ------------------ | - | - | - | - | - | - | - | - | ---- |
| 1     | Владислава Андролойц | Вильнюс      | 5½                 |   | ½ | ½ | 1 | ½ | 1 | ½ | 1 | 10½  |
| 2     | Екатерина Сорокина   | Москва       | 5½                 | ½ |   | ½ | 1 | ½ | 1 | ½ | 1 | 10   |
| 3     | Алевтина Лазаренко   | Горький      | 5½                 | ½ | ½ |   | ½ | ½ | 1 | ½ | 1 | 10   |
| 4     | Нуне Варданян        | Ереван       | 5½                 | 0 | 0 | ½ |   | 1 | 1 | ½ | 1 | 9½   |
| 5     | Наталья Конева       | Нижний Тагил | 5½                 | ½ | ½ | ½ | 0 |   | ½ | ½ | 1 | 9    |
| 6     | Эдита Воробьёва      | Вильнюс      | 6½                 | 0 | 0 | 0 | 0 | ½ |   | ½ | 1 | 8½   |
| 7     | Елена Мартьянова     | Ленинград    | 5½                 | ½ | ½ | ½ | ½ | ½ | ½ |   | 0 | 8½   |
| 8     | Зинаида Белкина      | Гомель       | 6                  | 0 | ½ | 0 | 0 | 0 | 0 | 1 |   | 7½   |